# Великий ледяной манёвр
Великий ледяной манёвр (нем. Die große Schlittenfahrt) — тактический приём, разработанный и осуществлённый Фридрихом Вильгельмом I (курфюрстом Бранденбурга) зимой 1678—1679 годов в ходе Датско-шведской войны 1675—1679 года. Целью манёвра была внезапная контратака шведских позиций. В ходе его осуществления войска Бранденбурга совершили длительный марш-бросок и, благодаря внезапности, атаковали войска неприятеля, достигнув военного преимущества. Предпринятые Фридрихом Вильгельмом I действия привели к тому, что шведская армия была лишена возможности получить провизию и подкрепление по морю либо отступить морским путём.

## История

### Предпосылки
Переход курфюрста Иоганна III Сигизмунда из лютеранства в кальвинизм 25 декабря 1613 вызвал религиозные волнения внутри маркграфства. После этого последовала череда внутренних конфликтов между сторонниками и противниками смены религии, что повлекло собой ослабление Бранденбурга. Тридцатилетняя война, которая пришлась на время правления курфюрста Георга Вильгельма, закончилась для маркграфства Бранденбург капитуляцией перед католическими войсками, экономическим упадком, эпидемиями и сокращением населения. При этом по Вестфальскому миру между Швецией и Бранденбургом разделялись земли Померании. Однако в документе отсутствовало чёткое указание линии разграничения, что привело к длительному конфликту между ними, который частично был разрешён в рамках Штеттинского договора 1653 года. Несмотря на это, напряженность в отношениях между Швецией и Бранденбургом сохранялась, что, в конце концов, привело к тому, что Фридрих Вильгельм I открыто выступил против шведов в рамках Датско-шведской войны 1675—1679 года.
Людовик XIV имел притязания на территорию Республики Соединённых провинций и, заручившись поддержкой Швеции, начал Голландскую войну 1672—1679 года. В ответ голландцы заключили союзное соглашение с Бранденбургом. Выполняя взятые на себя обязанности, Фридрих Вильгельм I выступил с войсками на помощь Вильгельму III Оранскому в борьбе с французскими войсками, вторгшимися на территорию Республики Соединённых провинций. В это время шведские войска развернули наступление на бранденбургские крепости, выполняя обещание, данное французам. Однако успеха им развить не удалось, а курфюрст Фридрих Вильгельм I, узнав о планах врага, поспешил на помощь осаждённым крепостям.

### Реализация манёвра

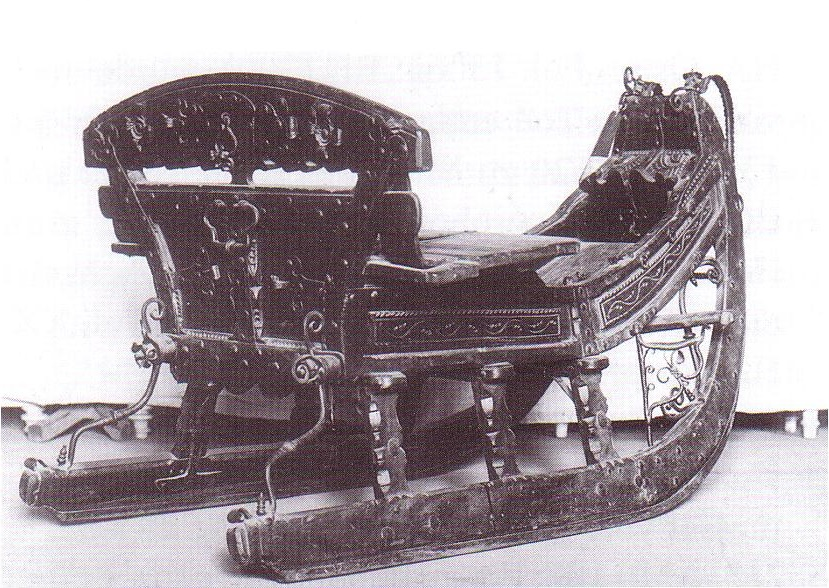
Сани, использовавшиеся Фридрихом Вильгельмом I, Прусский музей

Решающее поражение войскам шведов Фридрих Вильгельм I нанес в сражении при Фербеллине в 1675 году. В 1678 году его собственные войска были разделены: одна их часть под командованием Фридриха Вильгельма I отправилась на помощь крепости Штральзунд, осаждаемой шведами, а другая — к стенам города Пасленк, который также подвергся шведской атаке. В это время оставшиеся на территории Бранденбурга и шведской части Померании шведские войска под командованием фельдмаршала Хенрика Горна перегруппировались и развернули широкомасштабную карательную операцию, отступая при этом из немецких земель.
В декабре 1678 года Фридрих Вильгельм I принял решение осуществить манёвр, которым решал сразу две задачи: во-первых, отрезать путь к отступлению шведских войск на север и, во-вторых, предотвратить переброску через Балтийское море и высадку шведского подкрепления. Поскольку действия разворачивались зимой, мобильность войск ограничивалась погодными условиями. Для реализации своего замысла Фридрих Вильгельм распорядился изъять у крестьян сани и лошадей, получив при этом тысячу единиц транспорта и около семи сотен голов лошадей.
В середине декабря Фридрих Вильгельм I собрал около 9 тыс. воинов и 30 осадных орудий и выдвинулся из Берлина. Уже 20 января 1679 года его войска форсировали реку Вислу и достигли Мариенвердера (Барнима). После пополнения запаса провианта армия, которая к этому времени уже была укомплектована санями для повышения мобильности, двинулась по направлению к крепости Хайлигенбайль. Передвигаясь по просторам замерзшего Свежего залива (Frische Haff), войска 26 января 1679 года добрались до Кёнигсберга, следующего пункта следования Фридриха Вильгельма I . Спустя сутки прибывания в замке Лабиау войска вновь продолжили путь, пройдя форсированным маршем через Куршский залив по направлению к деревне Гилге, до которой добрались 29 января 1679 года. С помощью саней Фридриху Вильгельму I удалось осуществить переброску восьми тысяч шестисот солдат.

### Последствия
Невзирая на попытки Фридриха Вильгельма I настигнуть и навязать открытый бой шведским войскам, последним удавалось постоянно уходить от открытого сражения и отступать всё дальше на север. Однако цель манёвра была всё же достигнута: шведские войска не получили должного подкрепления и были лишены возможности быстрой эвакуации обратно в Швецию на кораблях через Балтийское море. Во время отступления мощь шведской армии была значительно подорвана холодной погодой, постоянным голоданием из-за отсутствия провианта и нехваткой снарядов для ведения военных действий. Общее количество шведских потерь во время этого отступления составила более девяти тысяч солдат.
После побед над шведами Фридриха Вильгельма I стали называть «Великим курфюрстом». Объединившись со Священной римской империей и Данией, он полностью завоевал Заднюю Померанию. Однако вскоре союзники перестали оказывать ему помощь, и инициированные Францией мирные переговоры 1679 года в Сен-Жермен-ан-Лей вынудили курфюрста вернуть завоеванные территории шведам и выплатить 75 тыс. луидоров в пользу Франции.